# Grecka Liga Siatkówki A1 (2009/2010)
Grecka Liga Siatkówki A1 2009/2010 – 42. sezon rozgrywek o mistrzostwo Grecji. Zainaugurowany został 10 października 2009 roku i trwał do 12 maja 2010.
W fazie zasadniczej 12 zespołów rozegrało mecze system każdy z każdym, mecz i rewanż. Do fazy play-off przeszło 8 najlepszych zespołów, gdzie rywalizowały systemem drabinkowym.
W sezonie 2009/2010 w Lidze Mistrzów Grecję reprezentowały Olympiakos SFP i Panathinaikos AO, w Pucharze CEV – Iraklis AC i EA Patras, a w Pucharze Challenge – AO Foinikas Syros.
Mistrzem Grecji została drużyna Olympiakos Pireus.

## Drużyny uczestniczące
| Drużyna                 | Miejsce w sezonie 2008/2009 | Uwagi            |
| ----------------------- | --------------------------- | ---------------- |
| Olympiakos SFP          | złoto · złoto               | Liga Mistrzów    |
| Panathinaikos AO        | srebro                      | Liga Mistrzów    |
| EA Patras               | brąz                        | Puchar CEV       |
| Iraklis AC              | 4                           | Puchar CEV       |
| AO Foinikas Syros       | 5                           | Puchar Challenge |
| Aris Marmouris Saloniki | 6                           |                  |
| GC Lamia                | 7                           |                  |
| PAOK Saloniki           | 8                           |                  |
| Apollon Kalamaria       | 9                           |                  |
| AO Kifisias             | 11                          |                  |
| AEK Ateny               |                             | beniaminek       |
| Panellinios GS          |                             | beniaminek       |

## Faza zasadnicza

### Tabela wyników
|                         | Olympiakos | Panathi- naikos | EA Patras | Iraklis | Foinikas | Aris Marmouris | Lamia | PAOK | Apollon | Kifisias | AEK | Panellinios |
| ----------------------- | ---------- | --------------- | --------- | ------- | -------- | -------------- | ----- | ---- | ------- | -------- | --- | ----------- |
| Olympiakos SFP          | –          | 1:3             | 3:0       | 0:3     | 3:0      | 3:0            | 3:0   | 3:1  | 3:0     | 3:0      | 3:0 | 3:0         |
| Panathinaikos AO        | 2:3        | –               | 2:3       | 3:0     | 3:0      | 3:2            | 3:0   | 2:3  | 3:0     | 3:0      | 3:1 | 3:0         |
| EA Patras               | 3:0        | 1:3             | –         | 3:0     | 3:1      | 3:0            | 3:2   | 3:0  | 2:3     | 3:0      | 3:2 | 3:1         |
| Iraklis AC              | 1:3        | 0:3             | 1:3       | –       | 3:0      | 3:1            | 3:0   | 3:0  | 3:0     | 3:2      | 3:0 | 3:0         |
| AO Foinikas Syros       | 0:3        | 2:3             | 1:3       | 0:3     | –        | 0:3            | 1:3   | 3:1  | 0:3     | 3:2      | 3:0 | 1:3         |
| Aris Marmouris Saloniki | 3:2        | 2:3             | 0:3       | 3:1     | 3:0      | –              | 3:0   | 2:3  | 3:1     | 1:3      | 3:0 | 3:1         |
| GC Lamia                | 1:3        | 0:3             | 3:2       | 1:3     | 3:0      | 3:0            | –     | 3:1  | 3:1     | 3:1      | 3:0 | 1:3         |
| PAOK Saloniki           | 3:2        | 0:3             | 1:3       | 1:3     | 3:0      | 1:3            | 3:0   | –    | 3:0     | 3:0      | 1:3 | 2:3         |
| Apollon Kalamaria       | 0:3        | 0:3             | 1:3       | 1:3     | 3:1      | 3:2            | 3:1   | 2:3  | –       | 3:0      | 3:1 | 3:1         |
| AO Kifisias             | 2:3        | 0:3             | 1:3       | 2:3     | 2:3      | 3:1            | 1:3   | 1:3  | 3:2     | –        | 1:3 | 3:2         |
| AEK Ateny               | 1:3        | 0:3             | 1:3       | 1:3     | 3:0      | 1:3            | 3:2   | 3:2  | 3:1     | 3:0      | –   | 1:3         |
| Panellinios GS          | 2:3        | 0:3             | 1:3       | 1:3     | 3:1      | 3:0            | 3:2   | 0:3  | 3:2     | 3:1      | 3:0 | –           |

| Drużyna gospodarzy wymieniona jest po lewej stronie tabeli. zwycięstwo gospodarzy zwycięstwo gości |

### Tabela fazy zasadniczej
| Poz.                                                                                  | Klub                    | Punkty | Mecze         | Mecze   | Mecze     | Rodzaj wyniku | Rodzaj wyniku | Rodzaj wyniku | Rodzaj wyniku | Rodzaj wyniku | Rodzaj wyniku | Sety         | Sety    | Sety      | Sety  | Małe punkty | Małe punkty | Małe punkty |
| Poz.                                                                                  | Klub                    | Punkty | liczba meczów | wygrane | przegrane | 3:0           | 3:1           | 3:2           | 2:3           | 1:3           | 0:3           | liczba setów | wygrane | przegrane | ratio | zdobyte     | stracone    | ratio       |
| ------------------------------------------------------------------------------------- | ----------------------- | ------ | ------------- | ------- | --------- | ------------- | ------------- | ------------- | ------------- | ------------- | ------------- | ------------ | ------- | --------- | ----- | ----------- | ----------- | ----------- |
| 1                                                                                     | Panathinaikos AO        | 57     | 22            | 19      | 3         | 13            | 3             | 3             | 3             | 0             | 0             | 81           | 63      | 18        | 3,50  | 1916        | 1652        | 1,16        |
| 2                                                                                     | EA Patras               | 53     | 22            | 18      | 4         | 6             | 9             | 3             | 2             | 1             | 1             | 86           | 59      | 27        | 2,19  | 2020        | 1814        | 1,11        |
| 3                                                                                     | Olympiakos SFP          | 50     | 22            | 17      | 5         | 10            | 4             | 3             | 2             | 1             | 2             | 81           | 56      | 25        | 2,24  | 1896        | 1681        | 1,13        |
| 4                                                                                     | Iraklis AC              | 46     | 22            | 16      | 6         | 8             | 6             | 2             | 0             | 3             | 3             | 79           | 51      | 28        | 1,82  | 1866        | 1724        | 1,08        |
| 5                                                                                     | Aris Marmouris Saloniki | 33     | 22            | 10      | 12        | 4             | 5             | 1             | 4             | 3             | 5             | 84           | 41      | 43        | 0,95  | 1915        | 1861        | 1,03        |
| 6                                                                                     | Panellinios GS          | 29     | 22            | 10      | 12        | 2             | 5             | 3             | 2             | 5             | 5             | 86           | 39      | 47        | 0,83  | 1910        | 1952        | 0,98        |
| 7                                                                                     | GC Lamia                | 29     | 22            | 9       | 13        | 3             | 5             | 1             | 3             | 4             | 6             | 83           | 37      | 46        | 0,80  | 1819        | 1867        | 0,97        |
| 8                                                                                     | PAOK Saloniki           | 28     | 22            | 10      | 12        | 5             | 1             | 4             | 2             | 7             | 3             | 89           | 41      | 45        | 0,91  | 1915        | 1889        | 1,01        |
| 9                                                                                     | Apollon Kalamaria       | 25     | 22            | 8       | 14        | 2             | 4             | 2             | 3             | 5             | 6             | 85           | 35      | 50        | 0,70  | 1812        | 1969        | 0,92        |
| 10                                                                                    | AEK Ateny               | 20     | 22            | 7       | 15        | 2             | 3             | 2             | 1             | 7             | 7             | 82           | 30      | 52        | 0,58  | 1777        | 1896        | 0,94        |
| 11                                                                                    | AO Kifisias             | 15     | 22            | 4       | 18        | 0             | 2             | 2             | 5             | 6             | 7             | 88           | 28      | 60        | 0,47  | 1835        | 2031        | 0,90        |
| 12                                                                                    | AO Foinikas Syros       | 11     | 22            | 4       | 18        | 1             | 1             | 2             | 1             | 6             | 11            | 79           | 20      | 59        | 0,34  | 1548        | 1893        | 0,82        |
| Punktacja: 3:0 i 3:1 – 3 punkty, 3:2 – 2 punkty, 2:3 – 1 punkt, 1:3 i 0:3 – 0 punktów |                         |        |               |         |           |               |               |               |               |               |               |              |         |           |       |             |             |             |

### Liderzy
| Kolejka | Lider            |
| ------- | ---------------- |
| 1       | PAOK Saloniki    |
| 2       | Iraklis AC       |
| 3       | Iraklis AC       |
| 4       | Iraklis AC       |
| 5       | Iraklis AC       |
| 6       | Iraklis AC       |
| 7       | Panathinaikos AO |
| 8       | Panathinaikos AO |
| 9       | Panathinaikos AO |
| 10      | Panathinaikos AO |
| 11      | Olympiakos SFP   |

| Kolejka | Lider            |
| ------- | ---------------- |
| 12      | Olympiakos SFP   |
| 13      | Olympiakos SFP   |
| 14      | Panathinaikos AO |
| 15      | Panathinaikos AO |
| 16      | Panathinaikos AO |
| 17      | Panathinaikos AO |
| 18      | Panathinaikos AO |
| 19      | Panathinaikos AO |
| 20      | Panathinaikos AO |
| 21      | Panathinaikos AO |
| 22      | Panathinaikos AO |

## Faza play-off

### I runda
|  |  | ĆWIERĆFINAŁY (do dwóch zwycięstw) |  |
|  |  | --------------------------------- |  |

| 23.03.2010 | Panathinaikos AO | 3:0 (27:25, 25:17, 25:23) | PAOK Saloniki |

| 30.03.2010 | PAOK Saloniki | 1:3 (16:25, 18:25, 25:23, 20:25) | Panathinaikos AO |

| 24.03.2010 | EA Patras | 2:3 (22:25, 20:25, 25:15, 26:24, 14:16) | GC Lamia |

| 28.03.2010 | GC Lamia | 1:3 (26:28, 25:16, 23:25, 23:25) | EA Patras |

| 31.03.2010 | EA Patras | 1:3 (25:21, 16:25, 21:25, 21:25) | GC Lamia |

| 23.03.2010 | Olympiakos SFP | 3:0 (25:21, 25:17, 25:21) | Panellinios GS |

| 30.03.2010 | Panellinios GS | 1:3 (18:25, 13:25, 25:19, 19:25) | Olympiakos SFP |

| 24.03.2010 | Iraklis AC | 3:0 (25:15, 25:20, 25:20) | Aris Marmouris Saloniki |

| 1.04.2010 | Iraklis AC | 0:3 (0:25, 0:25, 0:25) | Aris Marmouris Saloniki |

### II runda
|  |  | PÓŁFINAŁY (do trzech zwycięstw) |  |
|  |  | ------------------------------- |  |

| 19.04.2010 | Panathinaikos AO | 3:0 (25:14, 29:27, 25:18) | Aris Marmouris Saloniki |

| 22.04.2010 | Aris Marmouris Saloniki | 3:2 (28:30, 25:21, 25:23, 12:25, 15:11) | Panathinaikos AO |

| 26.04.2010 | Panathinaikos AO | 3:0 (25:21, 26:24, 25:23) | Aris Marmouris Saloniki |

| 29.04.2010 | Aris Marmouris Saloniki | 1:3 (22:25, 25:20, 27:29, 21:25) | Panathinaikos AO |

| 19.04.2010 | Olympiakos SFP | 3:0 (25:15, 25:17, 25:22) | GC Lamia |

| 23.04.2010 | GC Lamia | 2:3 (18:25, 25:22, 22:25, 25:23, 10:15) | Olympiakos SFP |

| 26.04.2010 | Olympiakos SFP | 3:0 (11:25, 19:25, 25:27) | GC Lamia |

|  |  | MECZE O MIEJSCA 5-7 (do dwóch zwycięstw) |  |
|  |  | ---------------------------------------- |  |

| 19.04.2010 | EA Patras | 2:3 (25:27, 25:21, 25:23, 21:25, 11:15) | Panellinios GS |

| 23.04.2010 | Panellinios GS | 3:0 (25:23, 25:17, 25:21) | EA Patras |

### III runda
|  |  | FINAŁY (do trzech zwycięstw) |  |
|  |  | ---------------------------- |  |

| 3.05.2010 | Panathinaikos AO | 3:2 (25:19, 25:22, 22:25, 16:25, 15:12) | Olympiakos SFP |

| 8.05.2010 | Olympiakos SFP | 3:0 (25:23, 25:21, 25:15) | Panathinaikos AO |

| 10.05.2010 | Panathinaikos AO | 2:3 (21:25, 27:25, 25:23, 17:25, 10:15) | Olympiakos SFP |

| 12.05.2010 | Olympiakos SFP | 3:1 (25:20, 25:18, 22:25, 25:17) | Panathinaikos AO |

|  |  | MECZE O 5. MIEJSCE (do dwóch zwycięstw) |  |
|  |  | --------------------------------------- |  |

| 27.04.2010 | Panellinios GS | 3:1 (18:25, 25:18, 25:23, 25:16) | PAOK Saloniki |

| 29.04.2010 | PAOK Saloniki | 3:0 (25:21, 25:19, 25:20) | Panellinios GS |

| 3.05.2010 | Panellinios GS | 3:2 (25:19, 28:30, 16:25, 25:21, 15:11) | PAOK Saloniki |

## Klasyfikacja końcowa
| Miejsce | Zespół                  | Uwagi             |
| ------- | ----------------------- | ----------------- |
| 1.      | Olympiakos SFP          | Liga Mistrzów     |
| 2.      | Panathinaikos AO        | Liga Mistrzów     |
| 3.      | Aris Marmouris Saloniki | Puchar CEV        |
| 4.      | GC Lamia                | Puchar CEV        |
| 5.      | Panellinios GS          | Puchar Challenge  |
| 6.      | PAOK Saloniki           |                   |
| 7.      | EA Patras               |                   |
| 8.      | Iraklis AC              |                   |
| 9.      | Apollon Kalamaria       |                   |
| 10.     | AO Kifisias             |                   |
| 11.     | AEK Ateny               | spadek do II ligi |
| 12.     | AO Foinikas Syros       | spadek do II ligi |